# ماهی‌گیرک تاج‌دار نوک‌دراز
 ماهی‌گیرک تاج‌دار نوک‌دراز (نام علمی: Brachyramphus perdix) نام یک گونه از سرده ماهی‌گیرک کوتوله است.